# Grodzisko (powiat łódzki wschodni)
Grodzisko – wieś w Polsce położona w województwie łódzkim, w powiecie łódzkim wschodnim, w gminie Rzgów.
Prywatna wieś duchowna położona była w drugiej połowie XVI wieku w powiecie piotrkowskim województwa sieradzkiego, własność krakowskiej kapituły katedralnej. W latach 1975–1998 miejscowość należała administracyjnie do ówczesnego województwa łódzkiego.
W 1943 Niemcy wprowadzili nazwę okupacyjną Grodsisko.
W miejscowości istnieje straż pożarna która została założona w 1927 roku.
Przez wieś prowadzi droga wojewódzka DW714.